# مازاغان
مازاغاو (بصوت الجيم غير المعطشة؛ بالبرتغالية: Mazagão؛ بالإسبانية: Mazagán ،Mazagón) معناها باللغة البرتغاليه البئر او الضايه المالحة وكانت مستوطنة برتغالية في الساحل المغربي بالمحيط الأطلسي، أنشأت سنة 1502م ودامت تحت سلطتهم لمدة نحو 267 سنة، وتم تحريرها على يد السلطان محمد بن عبد الله العلوي سنة 1182هـ/1769م. وهي خلف موقع البريجة أو برج الشيخ وسلف مدينة الجديدة، عاصمة دكالة اليوم.
نظراً لموقعها الاستراتيجي في الطريق التجارية البحرية نحو الهند والشرق الأوسط، بحيث تكون نهاية إحدى طرق التبر، ولموقعها من منطقة دكالة بمكوناتها الاقتصادية؛ تمّ اتخاذُها مرفأ يتحمل السفن الكبيرة، ويُموّن الأسطول البرتغالي، وتنتقل منه الحبوب والمواشي والشمع والجلود والأنسجة الصوفية. وللبرتغال ارتباطٌ كبير بهذه المدينة؛ إذ نسجوا الأساطير حول اكتشافها، ونقلوا معالم الهندسة البرتغالية إليها، وبالغوا في تحصينها، وتفانوْا في الحفاظ عليها، فبالرغم من أن ألوان الجهاد الشعبي ضد الاحتلال البرتغالي الذي انتشر بين المغاربة منذ العهد الوطاسي، ورغم اندحار البرتغال في معركة وادي المخازن وانهيار الاقتصاد البرتغالي وبالرغم من سيطرة الأمبراطورية السعدية على المواصلات البرية والبحرية، ووجود أسطول مغربي ضخم لحماية الشواطئ المغربية، ورغم جهود المولى إسماعيل في تحرير الثغور، واسترجاع ما كان واقعا تحت النفوذ البرتغالي، رغم كل ذلك بقيت مدينة مازغان برتغالية، تواجه وتقاوم حملات المجاهدين بشراسة وشجاعة وظلت برتغالية إلى غاية سنة 1769م عندما أمر الماركيز بومبال نقل المدينة إلى منطقة الأمازون في البرازيل، وتمّ إجلاء البرتغاليين عنها؛ فنزلوا ناحية من لشبونة مدة قصيرة؛ ثم رحلوا إلى البرازيل فأقاموا مدينة تحمل نفس الاسم: مازغاو، بكل تجلياتها المعمارية التي كانت لها في بلاد المغرب، وهي تتبع اليوم ولاية أمابا البرازيلية.

## تأثيل
أطلق عليه الرومان اسم يوريبيس ، و«برج الشيخ» هو الاسم الذي كان يطلق على الموقع جين نزل فيه البرتغاليين، وهو برج مغربي قديم؛ كان ملجأ أحد المتصوفة خارج مدينة تيط القديمة. ولعل حجم برج الشيخ جعل الناس يدعونه باسم البريجة. وتتحول اسم المكان من البريجة إلى اسم «مازيغن» أو «مازغان»، فقد أشار الإدريسي في كتابه « نزهة المشتاق» إلى هذا الميناء، كما أشار ابن عذاري إلى هذا المرسى، ولم يذكر ليون الإفريقي المكان الذي يعرف بالبريجة، بالرغم من أنه تحدث عن دكالة وعن مدنها وعادات أهلها، كما أنه عاصر استيلاء البرتغاليين على بعض الثغور المغربية. تحدث عن مدينة تيط التي تبعد عن البريجة باثني عشر كيلومترا، وذكر أن الأفارقة قد بنوها على شاطئ المحيط، وأن 
 أما مارمول كَرْبَخال في كتابه« إفريقيا» قال:« كان يوجد بُرْجٌ عتيق لميناء المدينة قديم...».
وظل الموقع يحمل اسم « البريجة» و« مازيغن» أو «مازغان»، فلما فتحها محمد بن عبد الله العلوي، هدمها البرتغاليين فسميت «المهدومة»، ولما أُعيد بناؤُها سنة 1832م أُطلق عليها اسم « الجديدة» زمن عبد الرحمن بن هشام، وبعد فرض الحماية عام 1912 أعاد إليها الفرنسيون اسم مازغان – وبعد الاستقلال 1956م عاد لها اسم الجديدة.

## تاريخ

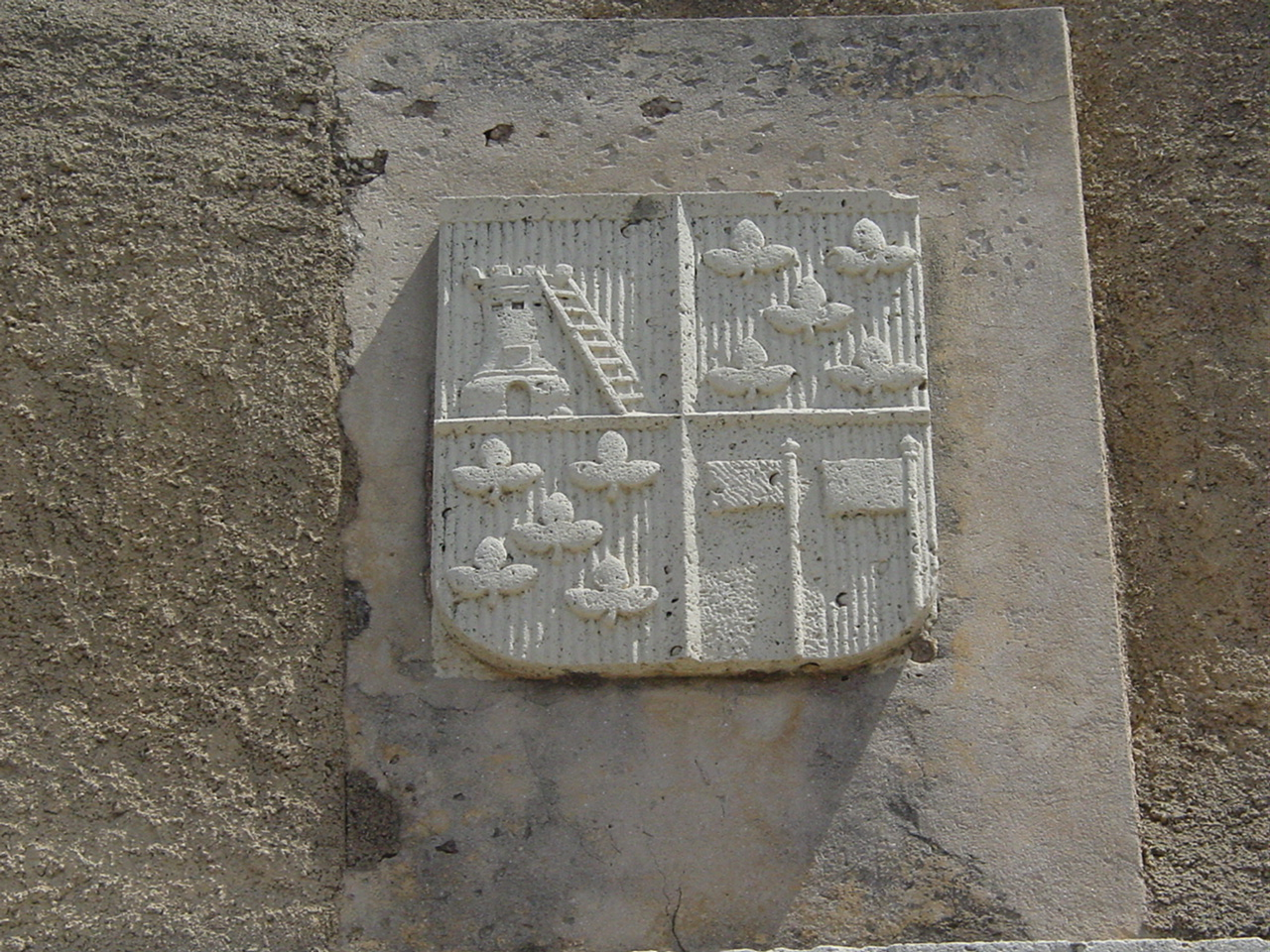
شعار النبالة، مازاغاون

من الظروف التي شجعت البرتغال الاستيلاء على موقع مازغان هي تراجع المدّ الإسلامي بالأندلس وتطلع العثمانيين للسيطرة على المغرب:
فنصت اتفاقية 1479م بين إسبانيا والبرتغال على أن تحتكر البرتغال الساحل الإفريقي الغربي بما فيه مملكة فاس. وبعد اكتشاف البرتغال للطريق الجديد المؤدي إلى الشرق؛ أراد الاستعمار البرتغالي أن يجعل من المغرب مجالا اقتصاديا؛ بحيث حاول أن يحتكر تجارة المغرب دون باقي الدول الأوربية، وأن يُكيّف اقتصاد المغرب مع الرغبات البرتغالية. من هنا استولى البرتغاليون على أهم موانئ المغرب وتطلعوا إلى خارج الموانئ، وخاصة موانئ الجنوب. مستغلين تَمَزُّقُ الوحدة السياسية بالمغرب: الوطاسيون والسعديون في الجنوب، والبرتغاليون بالثغور، بنو هنتانة بمراكش، وبقايا من بني مرين في دبدو، وأبو الحسن المنظري بتطوان، وشفشاون بيد بني راشد إلى غيرها من الرباطات والزوايا المستقلة في هذه الظروف كان نزول البرتغاليين بالموقع الذي يُعرف اليوم بمدينة الجديدة.

### احتلال البريجة الأول

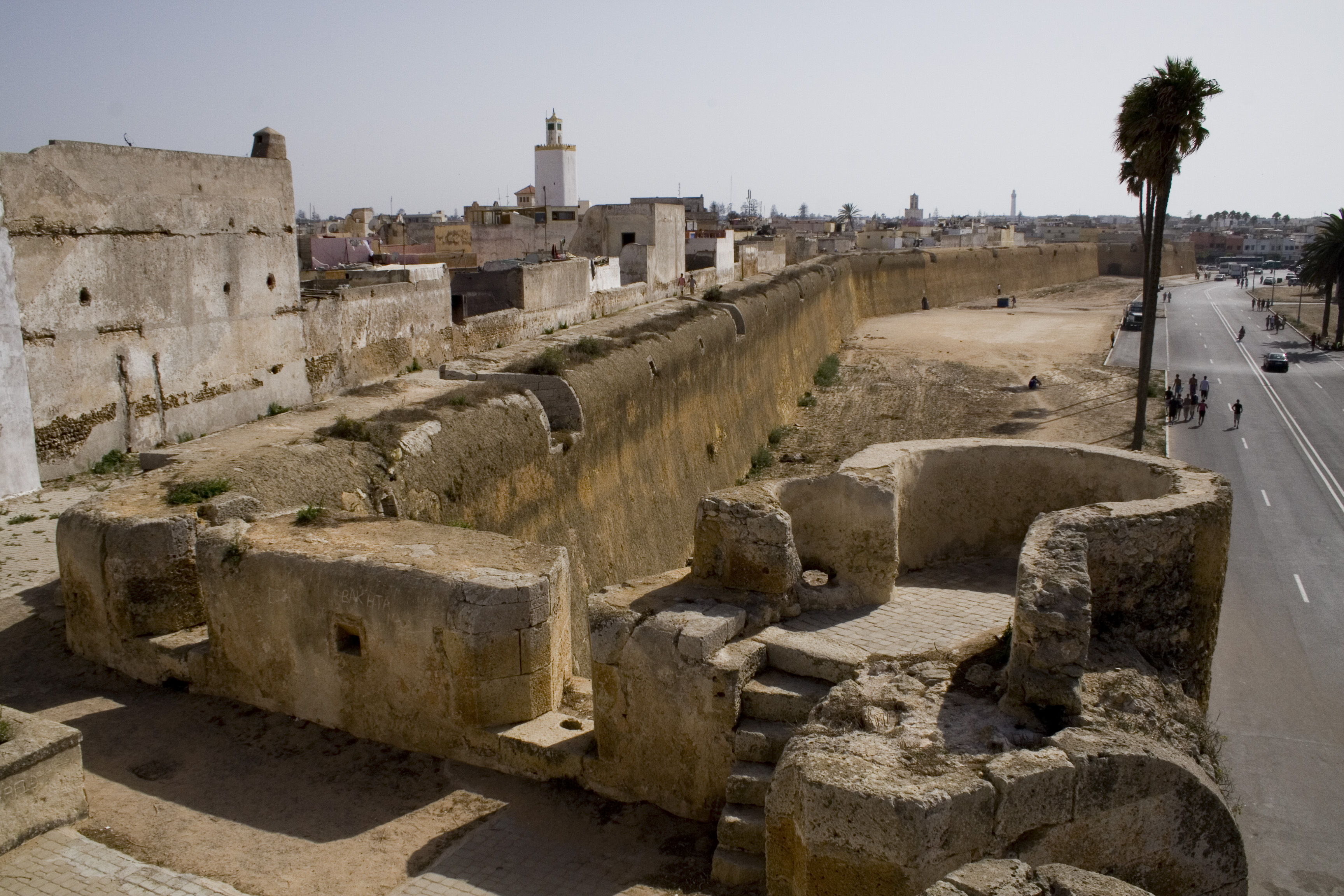
جانب من جدران سور مازاغان

بعث مانويل الأول ملك البرتغال، الذي حكم بين 1496 و 1521م، أسطولا من لشبونة في اتجاه المضيق سنة 1502م يرأسه كل من جورج دي ميلو، وجورج دي أغوير؛ لمهاجمة مدينة تارغا على بعد 64 كيلومترا شرق تطوان. وأثناء عودة الأسطول منهزما يحمل الموتى والجرحى، ساقت عاصفة هوجاء سفينة جورج دي ميلو ( Jorge de Mello) إلى ساحل المكان الذي كان يُعرف بـ«برج الشيخ»، فيما بين مدينتي أزمور وتيط؛ فأرسى البرتغاليون على الشاطئ، ونزلت طائفة منهم إلى البر، فأعجبهم المكان، وعزموا على المُقام فيه. وشجّعهم فراغ المكان على تحصين البرج، ووفروا بداخله ما يحتاجون إليه. وحفظا للحصن، تركوا اثنا عشر رجلا، ورجع الآخرون إلى لشبونة؛ ليستأذنوا الملك مانويل في الإقامة هناك. شائت الأقدار أن تحوّلت هزيمة « تارغا» إلى فتح، وجاء الاستيلاء على « برج الشيخ» عن طريق الصدفة.

أَذِنَ الملك البرتغالي لجورج دي ميلو ومن معه سنة 1505م بتشييد الحصن في البريجة وبعث معهم جماعة من البنائين والعمال، فشرعوا في إقامة حصن خارج البرج القديم. وما أن ظهرت معالم التحصينات 

### الاحتلال الفعلي للبريجة

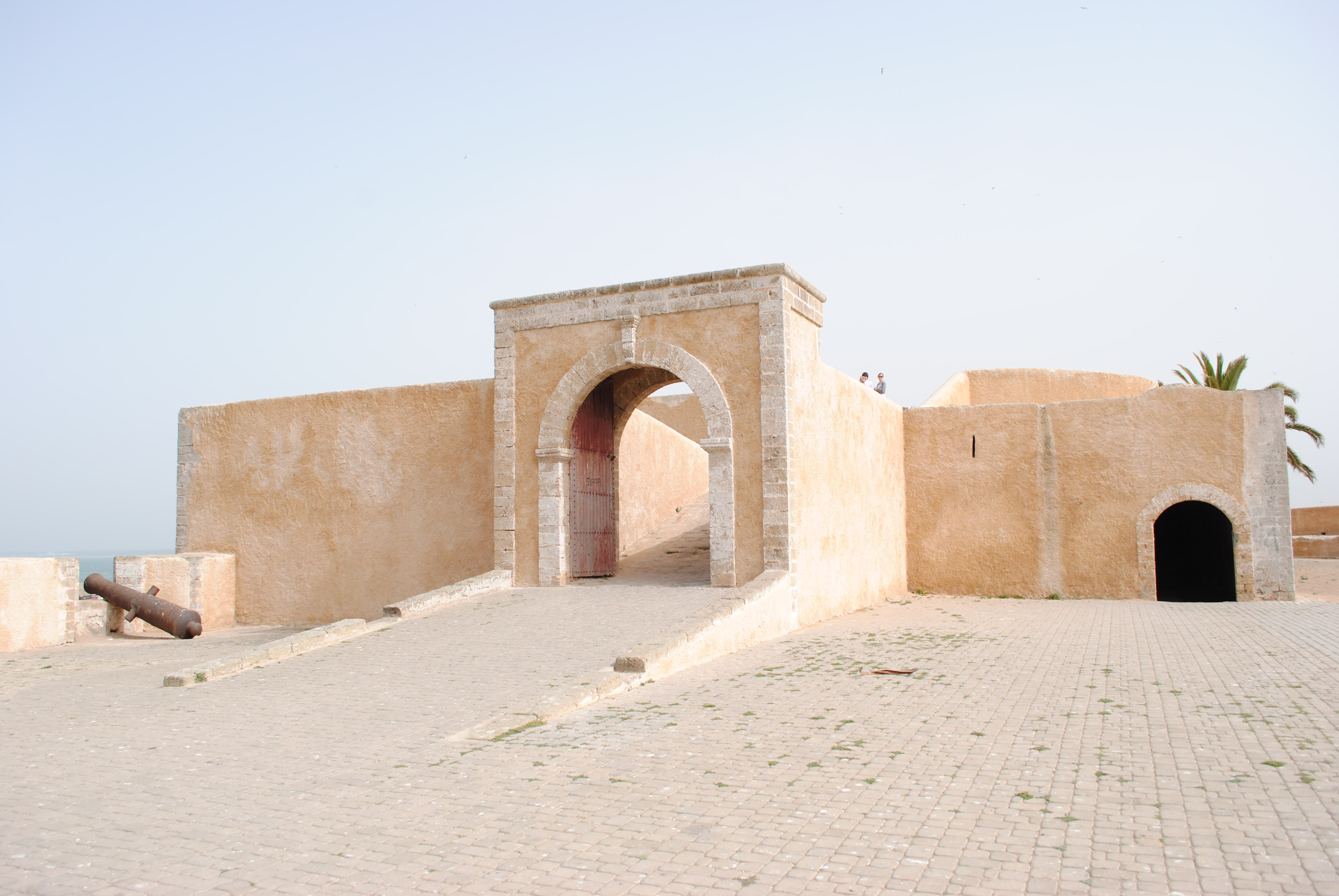
بوابة في سطح الحصن.

بعد نحو سبع سنوات استطاعوا اقناع الملك مانويل بالعودة إلى الموقع، وعاد البرتغاليون في خريف عام 1513م، وحدث احتلال أزمور كان خلال نفس السنة بالتحديد في 27 أغسطس 1513م، بعد أن نزل الأسطول بمرسى مازغان، ومنه انطلقت الحملة إلى أزمور.
فقاموا بتحصين البريجة من سنة 1514 إلى سنة 1517م. ويعتبر أغلب المؤرخين سنة 1514م تاريخ احتلال البريجة. وهكذا جعلوا البريجة القديمة أحد أرباع التحصين، على كل برج منه برج حصين، وجاءت التحصينات بسيطة تعتمد على البرج المغربي الذي كان هناك، والذي أعطى اسم البريجة. وكل ما كان يوجد داخل السور، كان عبارة عن قاعة شاسعة مخصصة للسلاح، تفصلها عن السور مخازن الحبوب والعتاد، ولم ينشط حصن مازغان عسكريا سنة 1514م؛ إذ اقتصر على استقبال السفن التي تحمل السلع إلى أزمور.

### التحصين

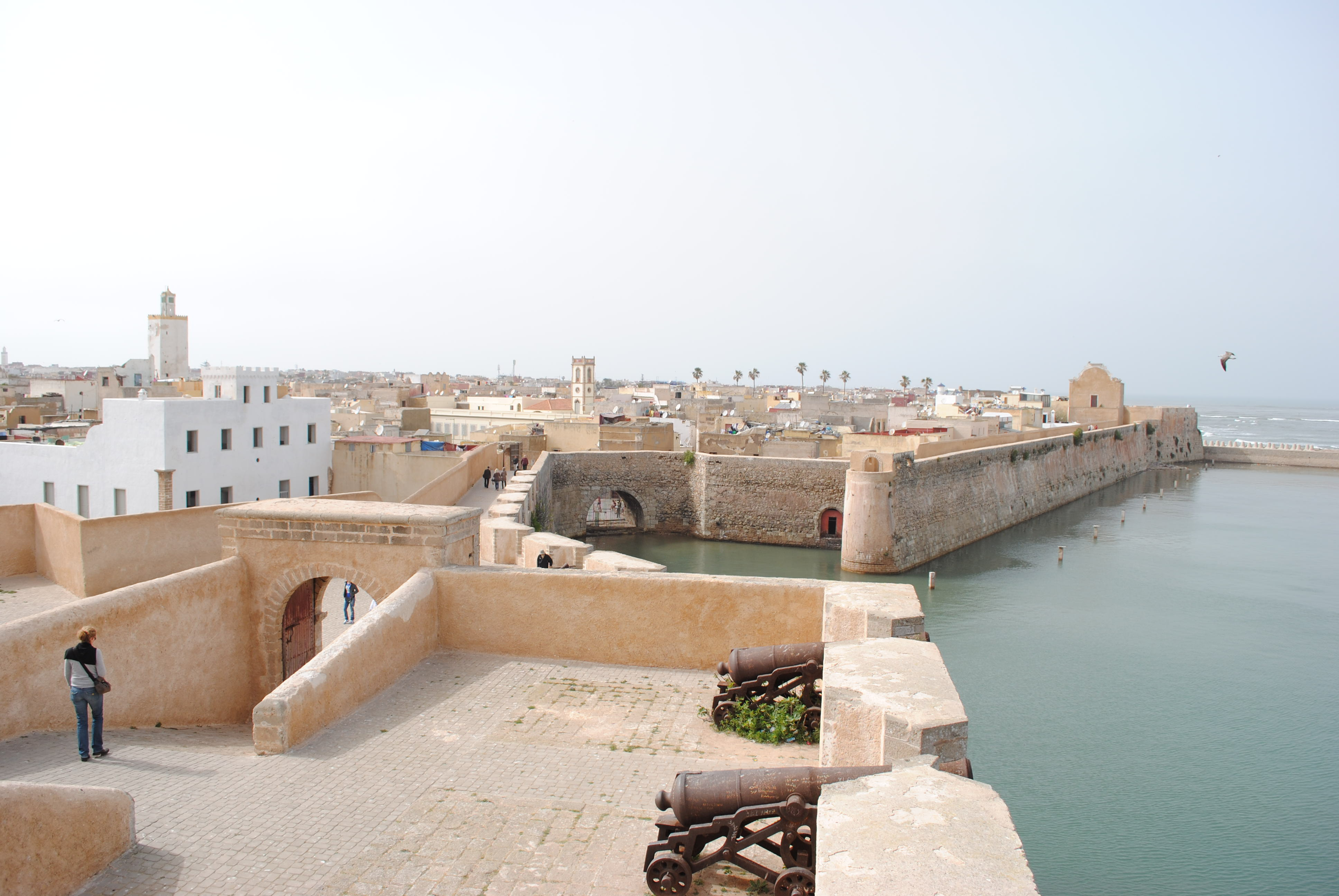
سطح قلعة مازاعان.

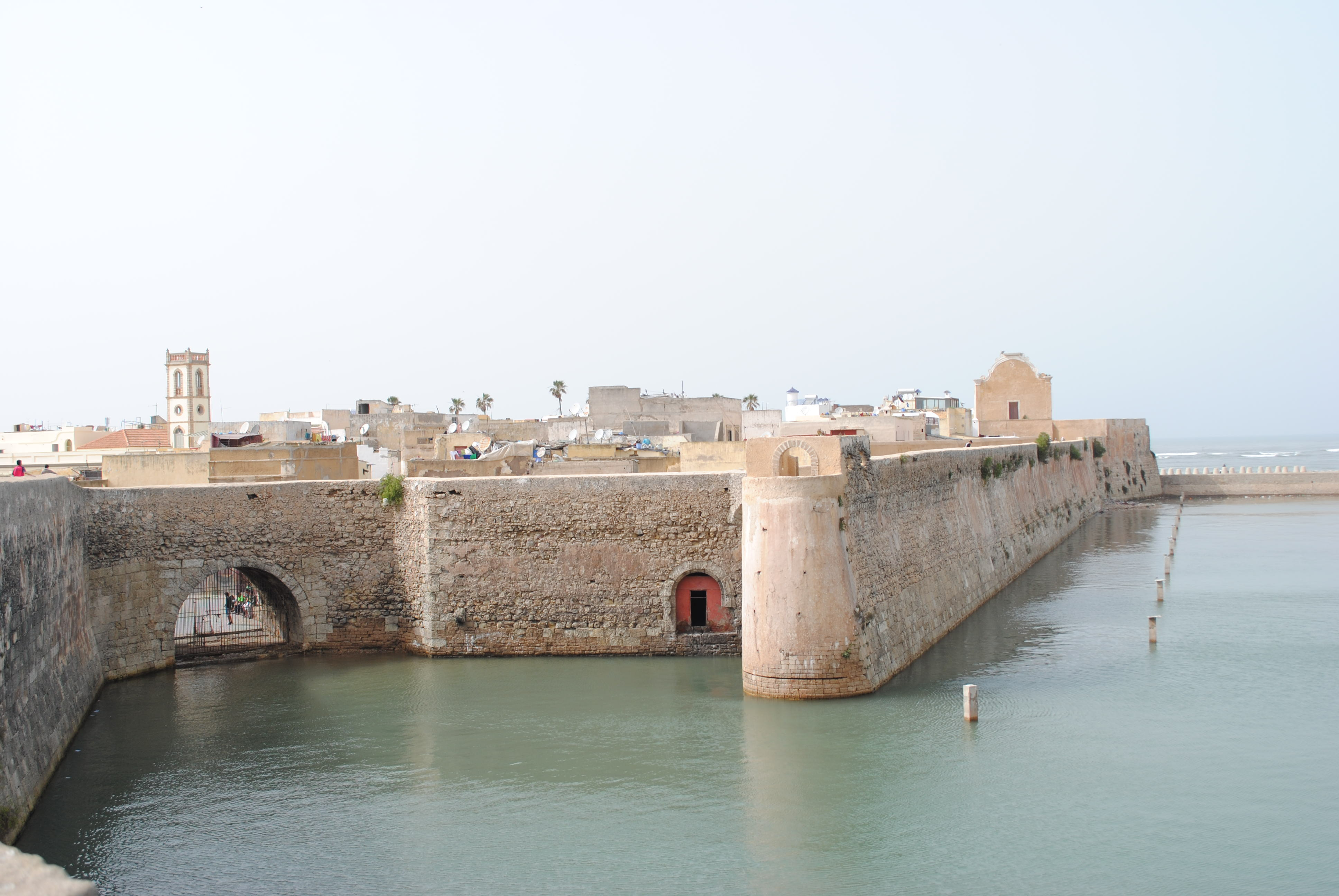
أسوار قلعة مازاعان بجانب البحر

بعد سقوط أكادير سنة 1541، انسحب البرتغاليون من أزمور وأسفي فوراً من هاتيْن القاعدتيْن مع الاحتفاظ بقاعدة «مازغان» وقاموا بتحصينها. وبرّر الملك هذا الاحتفاظ بتوافرها على ميناء جيد، وبكونه ينوي الهجوم ثانية على المنطقة. ونظراً للمهمة التي أنيطت بمازغان؛ باعتبارها قاعدة لمقاومة توسع السعديين؛ انطلقت فيها تحصينات ضخمة ابتداءً من سنة 1541م، وتؤكد الوثائق أن أعمال التحصين في مازغان قد استمرت دون انقطاع منذ الصباح الباكر حتى المساء، وحتى أيام الآحاد والأعياد. فأقاموا سوراً على بعد 365 خطوة من الجهات الأربع، وجعلوا السورَ سوريْن، فكثافة السور الخارج تبلغ نحو 25 شبرا والداخل نحو الثلثيْن منه وبينهما فضاء مردوم بالتراب والحجارة الرقيقة الصغيرة، فصار السوران بذلك سوراً واحداً، سعتُه 50 شبرا عدا جهة البحر، وارتفاع هذه الأسوار من الداخل نحو 60 شبرا، ومن الخارج نحو السبعين، أي أن سور بلغ سمْكُه 11 مترا، وعلوه 14 مترا، وعمق الخندق حول المدينة 3 أمتار. وأحاطوا خارج السور بخندق فسيح، جعلوا عمقَه أربعة عشر شبراً؛ بحيث إذا فاض ماء البحر ملأ ما بين جوانبه. واتخذوا داخل الحصن مَأْجَلاً عظيماً، وهو حوض واسع يُجمع فيه الماء. وأقاموا على أحد أرباع الحصن برجا مرتفعا للمراقبة، واتخذوا للمدينة ثلاثة أبواب: أحدها على البحر، وهو باب المرسى، واثنان للخروج إلى البر؛ يربطان المدينة بباديتها؛ أحدهما يسمى باب الثيران تخرج منه المواشي إلى المراعي. وجعلوا أمام البابيْن قنطرتيْن ترتفعان وتوضعان وقت الحاجة بطرقة هندسية. وقسموا الحصن إلى خمس حارات، وسموا كل حارة باسم مشاهير البرتغال، وبلغ عدد سكانها أربعة آلاف نسمة. وشيّدوا بها أربعة كنائس.

## وصلات خارجية
- Unesco – مواقع التراث العالمي - مازاغان